# 平顶山体育村
平顶山体育村位于河南省平顶山市市区建设路东段的湛河沿岸，占地面积250亩，是一个以体育运动为主、兼具食宿、游乐功能于一体的综合型的体育活动中心。体育村内的综合性体育馆建筑面积2.9万平方米，场地1.1万平方米，可容纳观众3万多人，曾多次承办国家级和省级体育赛事以及大型音乐演唱会。